# Dippold Pál
Dippold Pál (írói álneve: Schwarzenegger Pál) (Székesfehérvár, 1954. április 19. –) József Attila-díjas magyar író, újságíró, pedagógus.

## Életpályája
1981-ben diplomázott a Ho Si Minh nevét viselő egri tanárképzőn, szakdolgozata Bogáthi Fazekas Miklós Énekek éneke-parafrázisáról szólt. Ennek előzménye az MTA Irodalomtudományi Intézetével kialakított szoros kapcsolata, és az ott elnyert ösztöndíj.
A zsámbéki általános iskolában helyezkedett el magyar-történelem szakos tanárként. 1986-ban abbahagyta a tanítást, a Pest megyei Moziüzemi Vállalatnál kapott körzeti üzemvezetői állást. (1986-ban a MOKÉP-nél moziüzem-vezetői szakmunkás bizonyítványt szerzett.) 1988-tól a Magyar Demokrata Fórum második lakiteleki találkozója után a rendszerváltozást előkészítő első független irodalmi-politikai lap, a Hitel szerkesztőjeként dolgozott 1992-ig. Az ezt követő évben az Élet és Irodalom főszerkesztő-helyetteseként tevékenykedett. 1993-tól két évtizeden keresztül a nyomtatott sajtó különböző orgánumaiban és hivatalaiban dolgozott:
- 1993–1996: Új Magyarország, felelős szerkesztő
- 1999–2000: Földművelési és Vidékfejlesztési Minisztérium, főosztályvezető-helyettes (Az Államigazgatási Főiskolán sikerrel teljesítette a köztisztviselői alapvizsgát.)
- 2000–2003: Szabad Föld, főszerkesztő-helyettes
- 2003–2006: Magyar Nemzet, kulturális rovatvezető
- 2006–2010: Magyar Hírlap, főszerkesztő-helyettes
- 2011–2012: Új Ember, főmunkatárs, Katolikus Karitász, kommunikációs vezető, Vidékfejlesztési Minisztérium, főmunkatárs
- 2012–2013: Nemzeti Agárképzési és Vidékfejlesztési Intézet, egyházügyi és kulturális tanácsadó
- 2012– Magyar Nemzeti Digitális Archívum (MaNDA), szövegíró
- 2013– Rendszerváltás Történetét Kutató Intézet és Archívum, szakértő

A pénzkeresést szolgáló munkák mellett folyamatosan írta irodalmi műveit. A mozaikszerűnek  is minősített darabokra elsősorban nem a töredezettség és befejezetlenség a jellemző, hanem a folyton változó világ okozta változatosság, az új jelenségekben felfedezett régi törvények érvényessége, a teremtő munka öröme  és a folyamatos készenlét minden arra érdemesnek tartott jelenség megörökítésére. Mindez egy évek alatt megteremtett, a szabályokat sokszor nem tisztelő, sajátos, konvenciók ellen ebben is lázadó új nyelvezettel valósult meg.
Az úgynevezett írói életpálya egyik legfurcsább szakasza az utolsó, a MaNDA-nak heti rendszerességgel elkészített ismeretterjesztő cikkek sorozata. Az Ottó-motortól Johann Straussig mindenről ír.
2015 szeptemberében a Magyar Hírlapban megjelent 'Tahók' c. publicisztikájában Esterházy Pétert azzal vádolta meg, hogy az író hamisan hivatkozott betegségére, mint a Göteborgi Könyvvásártól való távolmaradásának okára. Később bocsánatot kért az írótól.
Dippold Pál tagja a Magyar Írók Szövetségének, a Magyar Alkotóművészek Országos Egyesületének és a Magyar Katolikus Újságírók Szövetségének.

## Magánélete
Szülei, Dippold Pál és Kiss Mária Ilona a második világháború idején kezdték el orvosegyetemi tanulmányaikat, majd a már kommunista kor első éveiben kapták kézhez diplomájukat.  Apja tehetős polgári, anyja pedig egy elszegényedett, iparossá vált nemesi családból származott. A székesfehérvári megyei kórházban ismerték meg egymást és kötöttek házasságot. Hiába szereztek mindketten szakorvosi képesítést, idős és beteg szülei ellátása érdekében apja körzeti orvosi állást vállalt Lepsényben. Anyja ettől az időtől kezdve csak rövid időszakokra térhetett vissza szakmájához, sorra születtek meg az író testvérei. Dippold Pál korán megélte a sehová nem tartozás érzését, szülei korai haláláig (1971, 1972) hat településen fordult meg a vándor körzeti orvos és családja, a gyerekek öt-hat iskolában végezték tanulmányaikat. Mindezek ellenére viszonylag felhőtlen gyerekkort mondhat magáénak, az ország különböző kisebb falvaiban eltöltött idő sok barátságot és hasznos ismeretet adott. 1968-ban került a Pannonhalmi Bencés Gimnáziumba, az ott eltöltött egy év meghatározó fontosságú volt későbbi életében. Tudós szerzetes tanára, Bánhegyi Miksa 2008-ban bekövetkezett haláláig szoros kapcsolatban volt vele.
Szülei halála után testvérei állami gondozásba kerültek, ő pedig abbahagyta az akkor már a tatai Eötvös József Gimnáziumban folytatott tanulmányait, és elkezdődött életének legmozgalmasabb, és egyben legszegényebb korszaka is. Sokféle munkát vállalt: cipőgyári betanított munkás, faipari segédmunkás, kórházi segédápoló és mentőápoló is volt. Közben 1973-ban leérettségizett Tatán. Végül figuráns lett a Magyar Állami Eötvös Loránd Geofizikai Intézetnél.
Ezekben az éveiben került közeli kapcsolatba a rock zenével és a rock zenészekkel, ismerte meg alaposabban a beat költészet képviselőinek műveit. Vidéki rock zenekaroknak írt dalszövegeket. (XII. Ramses, Tata)
1975-től Nagykanizsán egy első lépcsős, állandóan készültségben álló lövészezredben teljesített sorkatonai szolgálatot. 1977-ben kiváló katonaként tizedesi rendfokozattal szerelt le.
A katonaság utolsó hónapjaiban felvételizett az egri Ho Si Minh Tanárképző Főiskola magyar-történelem szakára. A második évtől kezdve népköztársasági ösztöndíjas, 1981-ben jeles eredménnyel diplomázott. A zsámbéki általános iskolában kezdett tanítani, azért éppen itt, mert még a főiskola első éve után, 1978-ban elvett feleségét, csoporttársát, Németh Gabriellát ösztöndíj szerződés kötötte a szomszédos Biatorbágyhoz. Négy gyerekük született; Anna (1981), Miklós (1984), Borbála (1987) és Márton (1991).

## Írói világa
Első írásai az 1970-es évek végén a Mozgó Világban jelentek meg. 1983-ig publikált itt. Az 1980-as évek elején kezdte el a majd csak 1993-ban közzétett Schwarzenegger el volt utazva című regényét. Az avantgárd irodalom kelléktárának szinte összes eszközét felhasználó műben ott vibrál a szocializmus évtizedeinek minden feszültsége. De ott csillog a szabadság-felszabadulás reménye is. Az irodalmi konvenciók ellen már tipográfiájában is lázadó regény lényegében egy mondat a szabadságról. Egy töredezett mondat arról, hogy jobb jónak lenni, mint rossznak, szebb szabadnak lenni, mint szolgának. Az író engedte áradni indulatait, érzelmeit. A könyv részleteiben ott dübörögtek az -izmusok ritmusai, egyszerre dadaista, szürrealista, anarchista ám egészében mégis realista mű született. Úgy minősítették posztmodernnek, hogy lényegét nézve egyáltalán nem az. Szerkezete rendkívüli módon átgondolt, átlátható, és tiszta. Recepciója sok érdekességgel szolgál: stílusát, történetépítését, gondolatai rendszerét a kritika Szent Ágoston, Füst Milán és Rejtő Jenő műveivel rokonítja.
A könyvet Bohumil Hrabal barátja, a vele Zsebcselek címmel interjú-kötetet készítő Szigeti László adta ki Pozsonyban. A különös tipográfia a szintén Hrabalhoz kötődő Hrapka Tibor munkája, aki Varkoly László tatabányai festőművész illusztrációit építette bele a műbe.
A falu, ahol élek című tárcagyűjtemény vált aztán valójában azzá, aminek első könyvét szánta az író. A mozaikregény mozaikdarabokból áll össze. Több éven át jelentek meg a Demokrata című hetilapban a tárcák-életképek, minden héten arra kényszerítve a szerzőt, hogy egészen kicsit terjedelemben mutassa meg azt a teljességet, amiben élünk. Bizonyos fegyelem kell az efféle írásokhoz. Itt már nincs fecsegés, tipográfiai bravúrkodás, nincs káromkodás, nincs meghökkentés, nincs látványos lázadás. A szerző akaratlanul, szinte tudtán kívül megérkezett a mágikus realizmusba. Amikor egy-egy kisebb-nagyobb csodába csöppennek a történetek szereplői, az olvasó nem csodálkozik, mert mindezek természetesen épülnek bele a szövegekbe. A mozaikregény illusztrációit Filep Sándor, Melocco Miklós és Makovecz Imre készítette.
A Lyukasóra című irodalmi folyóirat főszerkesztősége révén az író azokhoz is közel került, akik hozzá hasonló módon kezelték az írás mesterségét. Akiknek a műveiben a mágikus, csodás, táltosos elemek hasonló természetességgel jelentek meg. Ágh István, Bertha Bulcsu és Lázár Ervin, a magyar próza mesterei mellett, Gabriel García Márquez, Günter Grass és Bohumil Hrabal a példaképei.

## Művei
- Több száz vegyes műfajú írás országos napi- és hetilapokban, folyóiratokban 1979-től
- Schwarzenegger el volt utazva (regény, 1993)
- És majd ez történt velünk. Rendszerváltoztató szóhalom 1981-1997 (publicisztika, 1997)
- A Lónyayért (dokumentum-összeállítás, 1999)
- A falu, ahol élek. Saskönyv (2000)
- Balogh János: Túrkevétől Óceániáig (társszerkesztő, 2003)
- A mi Szent Erzsébetünk, magyar virág Európában (író, szerkesztő, fotós, 2013)
- Lepsénynél még megvoltam; Kairosz, Budapest, 2018 (Féltett kishazák)
- Vértérkép - Mozaikregény, Kairosz, Budapest, 2020